# San Pedro Yucunama
San Pedro Yucunama es una localidad del estado mexicano de Oaxaca. Es cabecera del municipio de San Pedro Yucunama.

## Demografía
| Censo | Población |
| ----- | --------- |
| 1900  | 633       |
| 1910  | 440       |
| 1921  | 568       |
| 1930  | 599       |
| 1940  | 583       |
| 1950  | 648       |
| 1960  | 484       |
| 1970  | 332       |
| 1980  | 306       |
| 1990  | 236       |
| 1995  | 222       |
| 2000  | 210       |
| 2005  | 216       |
| 2010  | 214       |
| 2020  | 241       |